# Virslīga 2009
In 2009 werd het 35ste voetbalseizoen gespeeld van de Letse Virslīga. De competitie werd gespeeld van 14 maart tot 8 november. Het competitieformat van vorig seizoen werd opnieuw gewijzigd in het oude vertrouwde format. Liepājas Metalurgs werd kampioen. 

## Veranderingen
- Olimps Riga degradeerde na vorig seizoen en werd vervangen door de kampioen van de tweede klasse aDaugava Riga
- SK Blāzma won de play-off om de promotie tegen FC Tranzīt, dat echter door enkele terugtrekkingen en fusies ook promoveerde.
- FK Riga trok zich terug door openstaande schulde en fuseerde uiteindelijk met Olimps Riga en trad nu aan onder de naam Olimps/RFS waardoor Olimps van degradatie gered werd.
- FK Vindava trok zich om financiële redenen terug op 12 januari 2009
- Na het faillissement van FK Jūrmala fuseerden JFC Kauguri Jūrmala en FK Multibanka Rīga tot de nieuwe club  FK Jūrmala-VV.
- Daugava Daugavpils en Dinaburg FC fuseerden en de naam Dinaburg FC werd behouden.

## Eindstand
| Plaats | Club                  | Wed. | W  | G  | V  | Saldo  | Ptn. |
| ------ | --------------------- | ---- | -- | -- | -- | ------ | ---- |
| 1.     | SK Liepājas Metalurgs | 32   | 25 | 4  | 3  | 96-23  | 79   |
| 2.     | FK Ventspils          | 32   | 23 | 5  | 4  | 89-21  | 74   |
| 3.     | Skonto Riga           | 32   | 23 | 4  | 5  | 96-30  | 73   |
| 4.     | Jūrmala-VV            | 32   | 12 | 4  | 16 | 42-60  | 40   |
| 5.     | Olimps/RFS            | 32   | 11 | 5  | 16 | 53-60  | 38   |
| 6.     | SK Blāzma             | 32   | 7  | 5  | 20 | 30-71  | 26   |
| 7.     | FC Tranzīt            | 32   | 2  | 10 | 20 | 22-65  | 16   |
| 8.     | FK Daugava Rīga       | 32   | 3  | 5  | 24 | 26-116 | 14   |
| 9.     | Dinaburg FC (1)       | 32   | 15 | 4  | 13 | 31-39  | 49   |

- (1): Dinaburg werd na de 30ste speeldag uit de competitie gezet na een omkoopschandaal

|  | Kampioen, geplaatst voor tweede voorronde UEFA Champions League 2010/11 |
|  | Geplaatst voor tweede voorronde UEFA Europa League 2010/11              |
|  | Geplaatst voor eerste voorronde UEFA Europa League 2010/11              |
|  | Deelname Promotie/Degradatie play-off                                   |
|  | Degradatie                                                              |

## Promotie/Degradatie play-off
Heen
|                  |              |       |              |  |
| 11 november 2009 | Daugava Rīga | 1 – 1 | Jaunība Riga |  |
| 11 november 2009 |              |       |              |  |

Terug
|                  |              |       |              |  |
| 15 november 2009 | Jaunība Riga | 0 – 0 | Daugava Rīga |  |
| 15 november 2009 |              |       |              |  |

## Kampioen
| Virslīga 2009                          |
| Letland                                |
| -------------------------------------- |
| LIEPĀJAS METALURGS Kampioen (2° titel) |